# Андреас Папатанасіу
Андреас Папатанасіу (грец. Ανδρέας Παπαθανασίου; нар. 3 жовтня 1983, Ларнака, Кіпр) — кіпріотський футболіст, нападник клубу «Ерміс».

## Клубна кар'єра
Папатанасіу залишався ключовим гравцем «Ерміса», ставав найкращим бомбардиром другого дивізіону протягом двох сезонів (2006/07, 2007/08).
У червні 2008 року прийняв пропозицію АПОЕЛа, з яким підписав 2-річний контракт. У січні 2009 року відданий в оренду «Ермісу», якому допоміг виграти другий дивізіон. У травні 2009 року повернувся в АПОЕЛ, з яким став чемпіоном першого дивізіону. Також зіграв за АПОЕЛ у двох офіційних матчах групового етапу Ліги чемпіонів 2009/10.
У понеділок, 31 травня 2010 року підписав контракт з «Анортосіса». Він з'явився лише в трьох матчах Ліги Європи 2010/11 у футболці «Анортосіса», а два місяці по тому, 2 серпня 2010 року, головний тренер команди Гільєрмо Анхель Хойос вирішив віддати гравця в оренду в іншу команду. Тому на сезон 2010/11 року знову перейшов в оренду в «Ерміс».

## Кар'єра в збірній
дебютував за національну збірну Кіпру 15 жовтня 2008 року на офіційному рівні в матчі кваліфікації чемпіонату світу проти Ірландії.

## Досягнення
«Ерміс»
- Другий дивізіон Кіпру
  -  Чемпіон (1): 2008/09

- Третій дивізіон Кіпру
  -  Чемпіон (1): 2006/07

- Суперкубок Кіпру
  -  Володар (2): 2008, 2009

АПОЕЛ
- Суперкубок Кіпру
  -  Володар (1): 2014